# نیکون اف‌ئی۲
نیکون اف‌ایی۲ (به انگلیسی: Nikon FE2) یک دوربین عکاسی ساخت شرکت نیکون است.